# Referenční služby
Referenční služby (v knihovnách) (slovensky: referenčné služby, anglicky: reference services, německy: Auskunftsdienste, španělsky: servicios de referencia) mají za úkol uspokojit informační potřebu člověka (nemusí se nutně jednat o uživatele knihovny). Takzvaný referenční knihovník (reference librarian, der Auskunftsbibliothekar, bibliotecario de referencias), popřípadě jen knihovník, pokud daná knihovna nemá pro tuto funkci vyčleněn speciální personál, zodpovídá:
1) všechny dotazy týkající se činností knihovny v níž je zaměstnán a jejího fondu (= v knihovně dostupných dokumentů)
2) žádosti o v podstatě jakoukoli informaci. Úkolem referenční služby v knihovně je zprostředkovat tazateli požadovanou informaci, ať už přímo, nebo odkazem na způsob jak ji získat, kde ji získat, nebo odkazem na konkrétní pramen informací.

## Stručná historie
Oficiálně se referenční služby jako nová služba poprvé objevují koncem 19. století v amerických veřejných knihovnách a knihovnách amerických univerzit. Jedněmi z prvních knihovníků, kteří se detailněji zabývali referenčními službami, byli Samuel Green (knihovník veřejné knihovny ve Worcesteru), William B. Child (knihovník z Columbia College Library) a William Warner Bishop (superintendant studovny Kongresové knihovny). Roku 1876 vzniká (jako pomoc čtenářům) první formálně organizované oddělení referenčních služeb, a to na Kolumbijské univerzitě v New Yorku. Téhož roku se také poprvé objevuje v časopise (Library Journal) termín referenční služby. Autorem článku byl Samuel Green. V podstatě dodnes platná je jedna z prvních definic referenčních služeb, kterou uvedl v roce 1891 ve svém projevu k New York Library Club Američan William B. Child: „Referenční práce je prostě pomoc knihovníka čtenáři i při seznamování se s komplikovaným katalogem, v odpovídání otázek, v krátkosti poskytnutí všeho, co je v jeho silách, aby umožnil přístup ke zdrojům knihovny, za kterou je odpovědný.“

## Problematika terminologie
V dnešním smyslu referenčních služeb se dříve v českém prostředí využíval termín „bibliograficko-informační služba“, neboli BIS. Tradičním pojetím je pak od slova reference = odkaz ⇒ referenční služba / odkazová služba. Do začátku 90. let 20. století jako služba, která odkazuje na fondy, zdroje a služby jiných knihoven a informačních institucí. V normě ČSN ISO 5127 z roku 2003 se pak objevuje termín „informační služba“. (Informační služby = služby poskytované knihovnami, informačními institucemi nebo jinými organizacemi, jejichž účelem je zprostředkování informací ve všech formách a oborech lidské činnosti.)

## Digitální / Virtuální referenční služby
Takzvané virtuální referenční služby vznikly v polovině 80. let 20. století jako e-mailové referenční a informační služby. Terminologie není příliš ustálená, a tak v některých případech můžeme najít pojmenování – „digitální referenční služby“ (Digital Reference Services) a dále pak termín „virtuální referenční služby“ (Virtual Reference Services). Zatímco klasické referenční služby jsou poskytovány na základě osobního rozhovoru s knihovníkem přímo v knihovně či po telefonu nebo prostřednictvím faxu; virtuální / digitální referenční služby jsou poskytovány s pomocí technologie World Wide Web. Podle definice IFLA se jedná o takové referenční služby, které nějakým způsobem využívají počítačové technologie. V praxi se tedy jedná o referenční službu zahájenou elektronicky (často v reálném čase) a komunikace knihovníka a tazatele probíhá prostřednictvím e-mailu, ICQ, Facebook chatu,
(= tzv. instant messaging = okamžité zprávy), či specializovaného softwaru vyvinutého pro tento účel komunikace. Tyto softwary umožňují např. tzv. co-browsing. Knihovník i člověk pokládající dotaz spolu hovoří a knihovník navíc vidí PC obrazovku tazatele. Může mu tak lépe poradit, kde a jak hledat.
Na základě časového hlediska můžeme digitální / virtuální referenční služby rozdělit do 2 základních skupin: synchronní a asynchronní.

Při synchronní komunikaci odpovídá knihovník svému tazateli v reálném čase, online (pomocí specializovaného softwaru či instant messaging). (V Americe vznikají kolaborativní systémy a konsorcia knihoven, jejichž zaměstnanci pracují společně a střídají se v poskytování online referenčních služeb. Dokáží tak překonat časové bariéry a díky různým časovým pásmům je služba dostupná i 24 hodin denně 7 dní v týdnu.)

Asynchronní komunikace probíhá pomocí e-mailů, či předem připravených webových formulářů na stránkách příslušných knihoven. (Toto je asi nejběžnější praxe českých knihoven.) Tazatel tak odešle dotaz a odpověď obdrží zpravidla do 48 hodin.
Jedním z prvních projektů virtuálních referencí byl Elektronický přístup k referenčním službám (Electronic Access to Reference Service, EARS) Knihovny zdravotnických služeb (Health Services Library) Marylandské univerzity (University of Maryland) v Baltimoru, představený roku 1984. V České republice v současnosti není příliš rozšířeno poskytování digitálních / virtuálních referenčních služeb pomocí specializovaných softwarů. Jednou z knihoven poskytujících digitální / virtuální služby v reálném čase je např. Studijní a informační centrum České zemědělské univerzity Praha, kde v rámci portálu OPOSSUM odpovídají knihovnice online pomocí ICQ.

### software pro digitální / virtuální referenční služby
•	VRD Incubator
•	24/7 Reference
•	OCLC QuestionPoint
•	Docutek
•	LivePerson
•	Tutor.com
•	LSSI Virtual Reference Sevices
•	Vienova.com

## Jak využívat referenční služby?
Pokud máte zájem o klasickou referenční službu, není nic snadnějšího, než osobně, přes telefon či fax položit otázku příslušnému knihovníkovi či knihovnici ve Vaší knihovně. Velké knihovny (např. Národní knihovna ČR) mají zpravidla referenční centrum či oddělení referenčních služeb. Pokud ve Vaší knihovně takové oddělení chybí, bude Vám k dispozici knihovník či knihovnice u výpůjčního pultu. V případě, že se chystáte využít tzv. digitální / virtuální referenční službu, většina knihoven Vám nabídne speciální formulář na svých webových stránkách, nebo e-mailovou adresu určenou pro zasílání dotazů. Před vyplňováním webového formuláře si vždy přečtěte návodné informace a nejprve prohlédněte archiv dotazů či FAQ (Frequently Asked Questions = často kladené dotazy), kde se ujistíte, zda stejný dotaz jako Vy již nepoložil někdo jiný. Pokud ano, můžete najít odpověď právě tam. Po vyplnění a odeslání webového formuláře či e-mailu, obdržíte odpověď na Váš dotaz zpravidla do 48 hodin. Pokud je dotaz náročnější a knihovna na jeho zpracování potřebuje více času, budete o této skutečnosti informováni.

### Česká služba Ptejte se knihovny
Pravděpodobně nejznámější a nejčastější digitální / virtuální službou v ČR je služba Ptejte se knihovny. Jde o konsorciální projekt českých knihoven, který vznikl roku 2003 a k 1. 1. 2011 se na něm podílí celkem 65 českých knihoven (městských, vysokoškolských, vědeckých i odborných).

### Mezinárodní projekt QuestionPoint 24/7
Jde v podstatě o mezinárodní obdobu české služby Ptejte se knihovny. Question Point 24/7 je kooperativní virtuální referenční služba provozovaná OCLC (Online Computer Library Center). Tato komunita knihoven, muzeí, archivů či historických společností z celého světa poskytuje své služby v celkem 26 jazycích.

### Služba bx
Izraelská firma Ex Libris, zastoupená v ČR firmou MULTIDATA Praha, spol. s r.o.), zpřístupnila v roce 2009 všem knihovnám na celém světě službu bx. Ta vznikla výzkumem referenčních systémů a na jejím vzniku se podíleli Johan Bollen a Herbert Van de Sompel z Los Alamos National Laboratory. Služba bx se snaží využít potenciál síťově propojené vědecké komunity a na základě rozboru mnoha milionů odkazových transakcí nabízí uživatelům moderní referenční službu s prvky Webu 2.0, když pro uživatelem nalezený článek generuje automaticky seznam další doporučené literatury na základě využití ostatními uživateli.

## Referenční služby v zákoně
Podle § 4 zákona č. 257/2001 Sb. O knihovnách a podmínkách provozování veřejných knihovnických a informačních služeb (knihovní zákon), spočívají veřejné knihovnické a informační služby
- ve zpřístupňování knihovních dokumentů z knihovního fondu knihovny nebo prostřednictvím meziknihovních služeb z knihovního fondu jiné knihovny,
- v poskytování ústních bibliografických, referenčních a faktografických informací a rešerší,
- ve zprostředkování informací z vnějších informačních zdrojů, zejména informací ze státní správy a samosprávy,
- v umožnění přístupu k informacím na internetu, ke kterým má knihovna bezplatný přístup

Podle zákona se tedy poskytování referenčních (neboli bibliograficko-informačních) služeb řadí ke službám základním, které knihovna poskytuje bezplatně. Výjimkou jsou rešeršní služby. Ty jsou účtovány dle platného ceníku dané knihovny.